# Mooshügel
Mooshügel ist Gemeindeteil der kreisfreien Stadt Bayreuth im bayerischen Regierungsbezirk Oberfranken. Mooshügel liegt in der Gemarkung Sankt Johannis.

## Geografie
Die ehemalige Einöde ist mittlerweile Haus Nr. 50 und 52 der Wunaustraße, die weiter nördlich in Wunau in die Kreisstraße BTs 6 mündet. Die Anwesen liegen in direkter Nachbarschaft zu Aichig.

## Geschichte
Mooshügel gehörte zur Realgemeinde Aichig. Gegen Ende des 18. Jahrhunderts bestand Mooshügel aus zwei Anwesen. Die Hochgerichtsbarkeit stand dem bayreuthischen Stadtvogteiamt Bayreuth zu. Die Grundherrschaft über das Söldengütlein und das Tropfhaus hatte das Amt St. Johannis.
Von 1797 bis 1810 unterstand der Ort dem Justiz- und Kammeramt Bayreuth. Mit dem Gemeindeedikt wurde Mooshügel dem 1812 gebildeten Steuerdistrikt Sankt Johannis und der Ruralgemeinde Eremitenhof zugewiesen. Mit dem Gemeindeedikt von 1818 erfolgte die Eingemeindung nach ankt Johannis. Am 1. April 1939 wurde Mooshügel nach Bayreuth eingemeindet.

### Einwohnerentwicklung
| Jahr      | 001819 | 001822 | 001861 | 001871 | 001885 | 001900 | 001925 | 001950 | 001961 | 001970 | 001987 |
| Einwohner | 10     | 10     | 19     | 14     | 21     | 18     | 22     | 30     | 18     | *      | †      |
| Häuser    |        | 2      |        |        | 3      | 2      | 4      | 4      | 4      |        | †      |
| Quelle    | [ 8 ]  | [ 9 ]  | [ 10 ] | [ 11 ] | [ 12 ] | [ 13 ] | [ 14 ] | [ 15 ] | [ 16 ] | [ 17 ] | [ 18 ] |

## Religion
Mooshügel ist evangelisch-lutherisch geprägt und nach St. Johannis gepfarrt.